# ランダ (魔女)

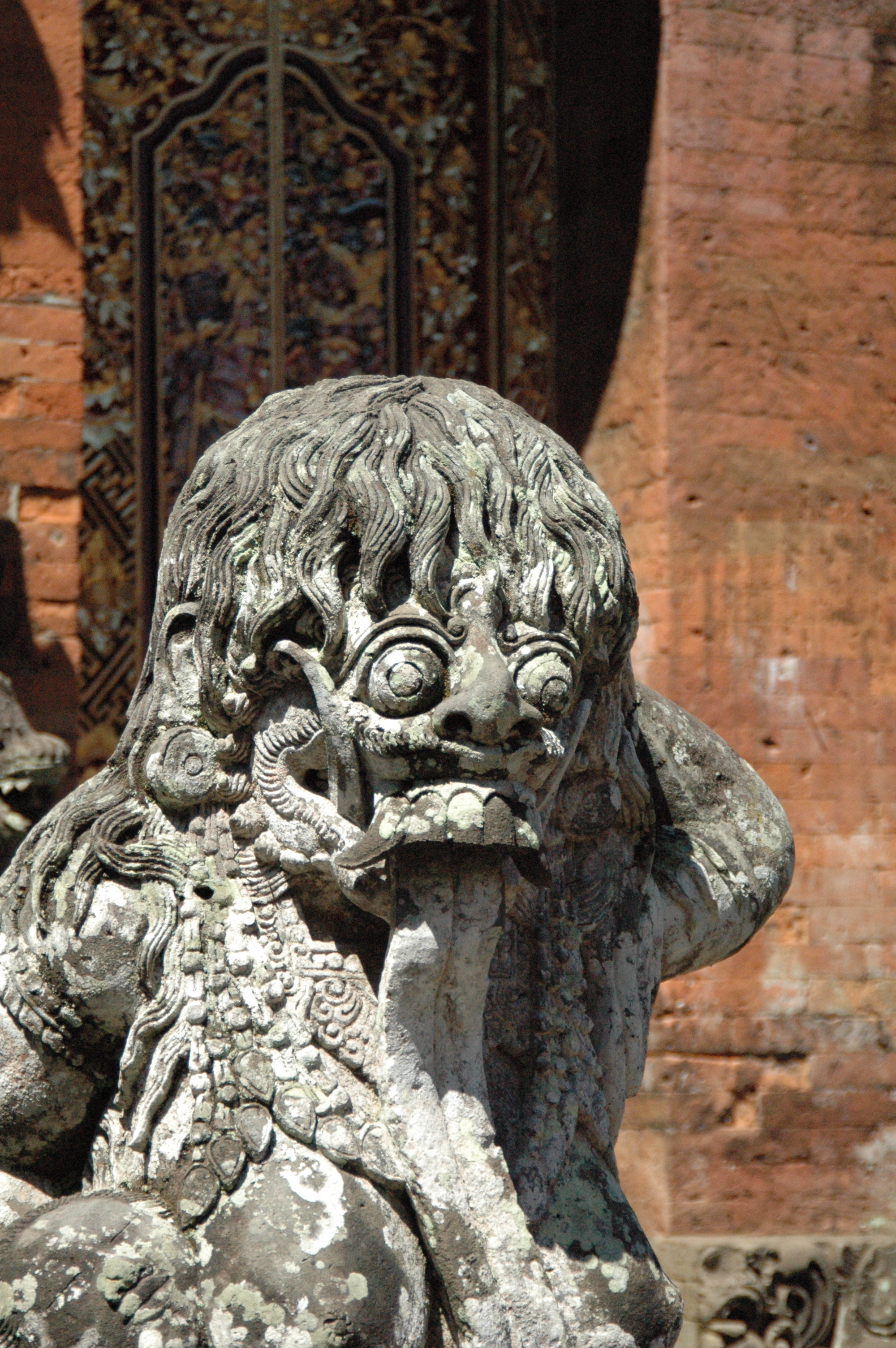
ランダの石像

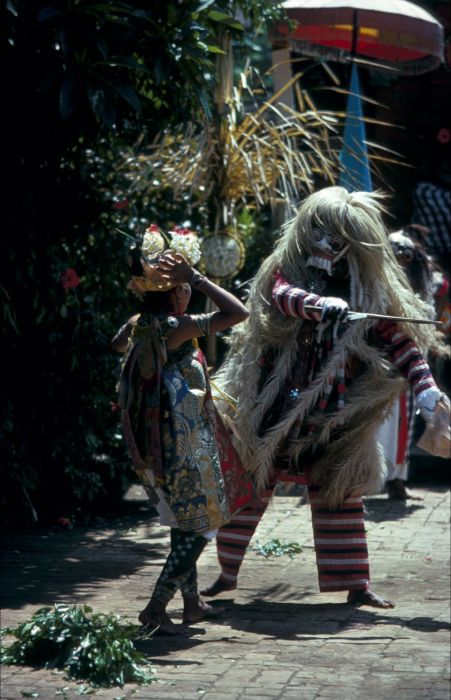
バロンダンスにおけるランダ（右）

ランダ（Rangda）は、インドネシアのバリ島に伝わる魔女。

## ランダの語義
ランダは、本来は「寡婦」を意味する。ヒンドゥーのサティーと呼ばれる慣習では、夫に先立たれた妻は、夫に従って死ぬのが理想とされる。バリ・ヒンドゥーでも19世紀までこの慣習が続けられていた。しかし、実際には、現世への思いが深く墓場にさまようケースも生まれる。そんな寡婦は、時として子供を食べる羅刹の類であって、転じてバリでは、あらゆる恐ろしげな存在に対してランダの語が用いられることになった。

## ランダとバロン
ランダはバリ・ヒンドゥーの悪の側面を象徴しており、反対に善を象徴する神獣バロンと対を成す。たとえ倒されても必ず生まれ変わり、バロンと終わりの無い戦いを続けるとされている。また、シヴァの妻であり、シヴァの破壊的な面を表すドゥルガーの化身でもある。舌を出し、浮き上がったあばら骨に萎びて垂れた乳房を持つ老婆である。ランダの像には、子に乳を与える姿と子を食いちぎる姿が見られる。
ランダは基本的には人間に災いをもたらす魔術しか使えない。しかし、誰かの温かい心に触れて良心に目覚めることが出来れば、人間を治癒する魔術をも行使できるようになるとされる。
レヤック（Leyak）やチュルルック（Celuluk）などの使い魔達を従えているとされる。